# Ricardo Arregui
Ricardo 'Kiko' Arregui Calvo (n. Irún; 19 de septiembre de 1952), médico neurocirujano y experto en congelaciones, expresidente del CAI Balonmano Aragón y de la Liga ASOBAL.

## Trayectoria profesional
Hijo de industrial, su familia esperaba que él continuase el negocio familiar. Sin embargo, pronto se decantó por la medicina como profesión. Licenciado en la antigua Facultad de Medicina de la Universidad de Zaragoza, Ricardo Arregui se especializó en Neurocirugía, campo en el que ha alcanzado gran prestigio internacional. Pero fue su labor en el ámbito de las congelaciones el que le hizo saltar a la fama. Sus investigaciones en la pionera Unidad de Congelados del Hospital Clínico Universitario "Lozano Blesa" le llevaron a ser el médico especialista del programa Al filo de lo imposible, de Televisión Española. En él, entabló algunas de sus mejores amistades, como la del director del programa, Sebastián Álvaro. Su labor al frente del equipo médico de Al Filo le permitió participar en sendas expediciones al Everest, en 1992, y al Polo Norte, en 2000. Muchos de los más destacados alpinistas del programa han pasado por sus manos para ser operados de diversas congelaciones graves, que en no pocas ocasiones han supuesto la amputación parcial de los dedos de las extremidades superiores e inferiores. Los cuatro únicos españoles que han alcanzado los catorce ochomiles, esto es, Juanito Oiarzabal, Edurne Pasaban, Alberto Iñurrategi y Carlos Pauner, así como otros himalayistas de reconocido prestigio han formado parte de su larga lista de pacientes: Iván Vallejo (primer montañista de América del Sur en escalar las catorce cumbres más altas del planeta), Juanjo San Sebastián (tras una ascensión al K2 sufrió importantes congelaciones, por lo que le fueron amputados ocho dedos), Félix Iñurrategi... La mayoría de ellos pasaron por la Clínica MAZ de Zaragoza, en la que es Jefe de Servicio de Neurocirugía desde el año 2000.

## Ricardo Arregui en el balonmano
Además de la Medicina, el balonmano constituye la otra gran pasión de Ricardo Arregui. Se inició en este deporte cuando era alumno de La Salle San Marcial de Irún. Su talento le permitió fichar por el Bidasoa Irún en categoría juvenil, aunque llegó a entrenar con el primer equipo. Su llegada a la selección le abrió las puertas del Atlético de Madrid, que quiso ficharle. Sin embargo, su padre le ordenó ir a Zaragoza a estudiar. En su etapa de estudiante mantuvo su afición al balonmano. Posteriormente, fue el médico del histórico Helios que ascendió a División de Honor.
A finales de agosto de 2003 se hizo cargo del Balonmano Aragón, entonces en la División de Honor B. Llegó con la intención de ascender a la Liga ASOBAL a largo plazo, cuando en la temporada 2004-2005 se hizo con las riendas del club con Fernando Bolea como entrenador. Su mayor logro estuvo en conseguir el patrocinio de la CAI, la Caja de Ahorros de la Inmaculada. A partir de entonces, el club pasó a denominarse CAI Balonmano Aragón.
En sólo una temporada, la entidad aragonesa logró el ascenso a la Liga ASOBAL. Ya en la máxima categoría del balonmano español, con Veroljub Kosovac como entrenador, el proyecto creció a pasos agigantados. En sólo tres años, Arregui llevó al equipo desde la División de Honor B hasta la final de la Copa EHF de balonmano. Durante la temporada 2006-2007 fue presidente de la Liga ASOBAL. En mayo de 2008, una vez terminada la temporada, anunció su adiós como presidente del CAI Aragón, tras cinco años al mando de un club que vivió, de su mano, un lustro de auge constante (2003-2008). Fue relevado por el constructor Domingo Aguerri.

## Otros datos personales
Ricardo Arregui Calvo es viudo y tiene tres hijos. Tras la experiencia en el Everest escribió un libro: "Quirófano del hielo: del bisturí al Everest", fue pregonero en el Alarde de San Marcial (Irún, Guipúzcoa) y nombrado hijo adoptivo de la ciudad de Zaragoza.